# Бобровський сільський округ
Бобро́вський сільський округ (каз. Бобровка ауылдық округі, рос. Бобровский сельский округ) — адміністративна одиниця у складі Глибоківського району Східноказахстанської області Казахстану. Адміністративний центр — село Бобровка.
Населення — 3165 осіб (2021; 3161 у 2009, 3043 у 1999, 3035 у 1989).
Станом на 1989 рік існувала Бобровська сільська рада (село Бобровка, селище Солнечний). Станом на 1999 рік до складу округу також входила територія сучасного Ушановського сільського округу. 5 червня 2019 року частина території сільського округу площею 0,94 км² була передана до складу міста Усть-Каменогорськ.

## Склад
До складу округу входять такі населені пункти:
| Населений пункт | Старі назви | Населення, осіб (1989) | Населення, осіб (1999) | Населення, осіб (2009) | Населення, осіб (2009) |
| --------------- | ----------- | ---------------------- | ---------------------- | ---------------------- | ---------------------- |
| Бобровка, село  | -           | 2199                   | 2077                   | 2096                   | 2167                   |
| Солнечне, село  | Солнечний   | 836                    | 966                    | 1065                   | 998                    |